# Andrea Castro
Andrea Castro är född 25 mars 1964 i Argentina, är professor i spanska på Institutionen för språk och litteratur vid Göteborgs universitet där hon undervisar och forskar i spanskspråkig litteratur och litteraturdidaktik. 

## Biografi
I Argentina började hon studera medicin på föräldrarnas önskan men bytte bana och började utbilda sig till tolk. Hon hade egentligen ett stort intresse för litteratur men föräldrarna avrådde henne från att välja den utbildningsvägen. Hon träffade en svensk man och flyttade till Sverige 1988. Hon läste svenska, spanska och litteraturvetenskap. Som doktorand började hon att undervisa spanska på Göteborgs universitet.   
Hon disputerade 2002 med sin avhandling El encuentro imposible. La conformación del fantástico ambiguo en la narrativa breve argentina (1862-1910). Den handlar om argentinsk kortprosa inom genren fantastik under perioden nationsbildnings- och modernisering 1862-1910.  
Andrea Castro har även undervisat vid Universidad des la Palmas. 

## Forskning
Andrea Castro intressserar sig för skönlitteraturens roll i språkundervisning och som kulturell och transkulturell kunskapskälla och hon är med i flera nätverk om 1800-tal och spansk litteratur och kultur. Hon deltog 2008-2010 i forskningsarbete med projektet Intersection of discourses and repetoires in fin de siécle Latin America. Hon har även forskat inom litteraturdidaktik, hur man läser skönlitteratur. Hon har skrivit didaktisk litteratur och deltog i projektet Främlingskap och främmandegöring. Förhållningssätt till skönlitteratur i universitetsundervisning som gav ut en antologi med samma namn 2009.
Vidare har hennes forskning rört sig kring språk, minne och identitet i romaner av bland annat argentinska poeten María Negroni.  Och hon arbetar även med ett projekt om konservativa sinnen i 1800-talets litteratur inom den spansktalande världen.